# Волчий зал (мини-сериал)
«Во́лчий зал» (англ. Wolf Hall) — британский исторический мини-сериал, который вышел в эфир на канале BBC Two зимой 2015 года. Он основан на романах «Вулфхолл» и «Введите обвиняемых» писательницы Хилари Мэнтел. Мини-сериал получил признание критиков и восемь номинаций на прайм-таймовую премию «Эмми», три номинации на 73-й премии «Золотой глобус», победив в номинации «Лучший мини-сериал» или телефильм.

## В ролях

### Главные герои
- Марк Райлэнс — Томас Кромвель
- Дэмиэн Льюис — Генрих VIII
- Клэр Фой — Анна Болейн
- Бернард Хилл — Томас Говард, герцог Норфолк
- Антон Лессер — Томас Мор
- Марк Гэтисс — Стефан Гардинер
- Матьё Амальрик — Эсташ Шапюи
- Джоанн Уолли — Екатерина Арагонская
- Джонатан Прайс — Томас Уолси
- Томас Броди-Сангстер — Ральф Сэдлер[англ.]
- Том Холланд — Грегори Кромвель
- Гарри Ллойд — Гарри Перси
- Джессика Рэйн — Джейн Болейн
- Саския Ривз — Джоан Уильямсон
- Чарити Уэйкфилд — Мария Болейн

### Второстепенные герои
- Дэвид Робб — Томас Болейн
- Джосс Портер — Ричард Кромвель
- Эмма Хиддлстон — Мэг Мор
- Джонатан Арис — Джеймс Бэйнхэм[англ.]
- Наташа Литтл — Лиз Кромвель[англ.]
- Эдвард Спелирс — Эдуард Сеймур
- Кейт Филлипс — Джейн Сеймур
- Эдвард Холкрофт — Джордж Болейн
- Ханна Стил — Мэри Шелтон
- Ричард Диллэйн — Чарльз Брэндон, герцог Саффолк
- Флоренс Белл — Хелен Барр
- Иэн Батчелор — Томас Сеймур
- Пол Клэйтон — Уильям Кингстон
- Джек Лауден — Томас Уайетт
- Феликс Скотт — Фрэнсис Брайан[англ.]
- Люк Робертс — Генри Норрис
- Аластар Маккензи — Уильям Бреретон
- Макс Фаулер — Марк Смитон
- Роберт Уилфорт — Джордж Кавендиш[англ.]
- Эйми-Фион Эдвардс — Элизабет Бартон
- Брайан Дик — Ричард Рич
- Люси Расселл — Энн Шелтон
- Керри Инграм — Элис Уильямсон
- Энцо Чиленти — Антонио Бонвизи[англ.]

## Производство
23 августа 2012 телеканал BBC Two объявил о запуске нескольких новых проектов в производство, одной из которых был «Волчий зал». По данным The Guardian на теле-адаптацию книги было потрачено 7 млн фунтов стерлингов. Дженис Хэдлоу из BBC Two сказала, что «[им] очень повезло иметь права на экранизацию этих двух романов», и назвала «Волчий зал» «великим современным романом».
В телесериале появляются 102 персонажа, так что режиссёр Питер Козмински начал кастинг на второстепенные роли в октябре 2013 года. Хотя изначально съёмки должны были проходить в Бельгии, большая их часть проходила на натуре в одних из самых красивых средневековых британских построек тюдоровской эпохи: замке Беркли; Глостерском соборе и Хортон-корт в графстве Глостершир; Пенсхёрс-плейс в Кенте; замке Бротон и Честлетон-хаус в Оксфордшире; Баррингтон-корт, поместье Котэй и Монтакьют-хаус в Сомерсете; замке Св. Доната в Вейл-оф-Гламорган; и Чалфилд-мэнор и монастыре Лакок в графстве Уилтшир. Сериал снимался в мае-июле 2014 года и был спродюсирован компаниями Masterpiece Entertainment и Playground Entertainment.
The Guardian предположил, что BBC нанял Козмински и Строхана, потому что они хотели показать «более тёмную и менее прилизанную версию британской истории», чем в сериалах «Тюдоры» и «Белая королева». Мэнтел назвала сценарии Строхана «чудом элегантной компрессии».
Козмински принял решение снимать многие сцены интерьера при свечах, из-за чего актёры постоянно натыкались на мебель и боялись, что могут загореться.
«Волчий зал» был снят в двух местах в Кенте: Дуврский замок дублировал лондонский Тауэр, а Длинная галерея, Гобеленовая комната и зал королевы Елизаветы в Пенсхёрс-плейс были использованы в качестве отдельных комнат Уайтхолла, который был резиденцией Генриха VIII и Анны Болейн. Длинная галерея была представлена как палаты Анны Болейн.
Исполнительный продюсер сериала Колин Кэллэндер в феврале 2015 года заявил, что надеется, что BBC продлит сериал на второй сезон, чтобы экранизировать заключительный роман трилогии Мэнтел «Зеркало и свет», над которым писательница на тот момент работала. Также Кэллэндер сказал, что ведущие актёры Марк Райлэнс и Дэмиэн Льюис «жаждут» вернуться.

## Эпизоды
| № | Название                                   | Год  | Режиссёр        | Автор сценария | Дата премьеры   | Зрители в Великобритании (млн) |
| - | ------------------------------------------ | ---- | --------------- | -------------- | --------------- | ------------------------------ |
| 1 | «Three Card Trick» «Фокус с тремя картами» | 1529 | Питер Козмински | Питер Строхан  | 21 января 2015  | 5,99                           |
| 2 | «Entirely Beloved» «Всецело любимая»       | 1529 | Питер Козмински | Питер Строхан  | 28 января 2015  | 4,46                           |
| 3 | «Anna Regina» «Королева Анна»              | 1531 | Питер Козмински | Питер Строхан  | 4 февраля 2015  | 4,13                           |
| 4 | «The Devil’s Spit» «Дьявольская коса»      | 1533 | Питер Козмински | Питер Строхан  | 11 февраля 2015 | 4,29                           |
| 5 | «Crows» «Стервятники»                      | 1535 | Питер Козмински | Питер Строхан  | 18 февраля 2015 | 3,72                           |
| 6 | «Master of Phantoms» «Мастер фантомов»     | 1536 | Питер Козмински | Питер Строхан  | 25 февраля 2015 | 3,74                           |